# Pułk Strzelców Litewskich
Pułk Strzelców Pieszych Litewskich – oddział piechoty Armii Księstwa Warszawskiego
Pułk wystawiony został w listopadzie 1812, w Mińsku, z dwóch już istniejących batalionów, powstałych zarządzeniem Komisji Rządu Tymczasowego z dnia 12 sierpnia. Dowódcą 1 batalionu był hr. płk Józef Korwin-Kossakowski, a 2 bp Rokicki. Dowódcą 3 bp sformowanego w Wilnie był jego fundator, hr. Kazimierz Plater.
4 listopada 1812 służyło 624 strzelców w dwóch pierwszych batalionach. Batalion pierwszy stacjonował w Cimkowiczach; drugi stał w Nieświeżu. Wileński (trzeci) batalion w tym okresie liczył 249 strzelców.
Jednostka walczyła w okolicach Cimkowicz (początek listopada 1812). Resztki 1 i 2 bp walczyły potem w Górach Ponarskich, a 4 grudnia wstąpiły do Wilna, łącząc się ze stacjonującym tam 3 bp. W Wilnie pułk liczył 341 bagnetów. Ostatnie walki pułk stoczył osłaniając odwrót Wielkiej Armii.
Poza trzema batalionami użytymi w walce, od grudnia 1812 formował się w Grodnie 4 bp pod dowództwem Kurczewskiego. Powstać miały także 5 bp Obuchowicza i 6 bp Hańskiego, jednak pozostały jedynie na papierze. Te trzy ostatnie bataliony utworzyć miały 2 Pułk Strzelców Pieszych (Litewskich).
Oddział strzelców Kurczewskiego dotarł z resztą Wielkiej Armii do Księstwa Warszawskiego. W Warszawie batalion ten liczył 40 oficerów i 23 żołnierzy. W ramach reorganizacji wojska w 1813 roku, oddział włączono do pułków piechoty litewskiej.
W publikacji nazywany Pułkiem Strzelców Pieszych Kossakowskiego.